# Möte i mellanrummet
Möte i mellanrummet är en svensk animerad kortfilm från 2009 med regi och manus av Kati Mets. Som röstskådespelare hörs Gunilla Röör och Mona Malm.

## Handling
Filmen skildrar vad som pågår inuti människor när de sitter på tunnelbanan och hur medvetandet kan göra långa resor på bara ett par sekunder. Filmen handlar också om en kvinnas inre rum och hennes försoning med ett gammalt minne, som legat och skavt tills något får henne att uppleva det på nytt.

## Om filmen
Filmen producerades av Lisbet Gabrielsson för Lisbet Gabrielsson Film AB och Mets-Jakobsson HB. Den animerades, redigerades och klipptes av Malin Erkkonen och premiärvisades den 9 oktober 2009 på 22 digitala biografer som en del av projektet projektet Svensk Kortfilm c/o Folkets Bio. Samma år visades den på Uppsala kortfilmsfestival och utgavs på DVD i samlingen Svensk kortfilm c/o Folkets Bio: Volym 2. Året efter visades den på BUFF Filmfestival i Malmö och i Sveriges Television.

## Musikstycken
- "Svit, violoncell, BWV 1007-1012. Nr 1, G-dur" av Johann Sebastian Bach, framförd av Csaba Onczay
- "Svit, violoncell, BWV 1007-1012. Nr. 2, d-moll, framförd av Csaba Onczay